# 장인환
장인환(張仁煥, 1876년 3월 10일∼1930년 5월 22일)은 한국의 독립운동가이다.

## 생애
평안남도 대동군(현 평양직할시) 태생으로, 어려서 고아가 되어 어렵게 자랐다. 숭실학교를 졸업한 이후, 1905년 하와이로 이민을 떠났고 1906년 샌프란시스코로 이주했다.

### 독립 운동
장인환은 독립운동을 위해 미국 샌프란시스코의 독립운동단체인 대동보국회(大同保國會)의 회원이 되었다. 1908년 친일파 미국인으로 조선통감부와 밀착해 있던 대한제국 외교고문 더럼 스티븐스(d.w.stevens)가 샌프란시스코에서 기자들에게 을사늑약을 비호하고 한국을 비판하는 발언을 하였고 미국의 각 신문사에 발표되었다. 이에 인근 지역에 거주하던 미주 한인 대표들이 스티븐스를 만나 항의하였으나 스티븐스는 이완용을 충신이라 하고 한국의 인민이 우매하여 독립의 자격이 없다는 등 궤변을 하여 한인들에게 폭행을 당했다. 스티븐스의 친일 발언을 전해들은 장인환은 격분하여 그를 저격하기로 결심했다.
3월 23일 샌프란시스코에서 워싱턴 D.C.으로 떠나는 길의 스티븐스를 공격하려 하던 중 같은 목적으로 대기하던 전명운이 먼저 스티븐스와 격투를 벌였다. 그는 권총 세발을 발포하였는데, 한발은 전명운의 어깨에 잘못 맞았고 나머지 두발을 맞은 스티븐스는 중상을 입어 이틀 후 사망했다.
한인 사회에서 선임해 준, 당시 그의 재판을 맡은 네이선 코플런(Nathan Coughlan) 변호사는 철학자 쇼펜하우어의 애국적 정신병(patriotic insanity) 이론을 근거로, "이 사건은 일종의 정신 질환 상태에서 저지른 것이므로 범죄가 될 수 없다" 고 항변했다.
그는 경찰과 법정에서 다음과 같은 진술서를 제출하였고, 자신의 행동이 정당했다고 주장하였다.
내가 그를 죽이지 않아야 할 이유가 뭐요? 수십만명이 그의 계획 때문에 죽어갔소. 그러니 나는 내 조국을 위해 그를 쏜 것이요.— 장인환

나는 투옥되느니 차라리 죽음으로 순국하고 싶소. 나는 조국에 대한 나의 의무를 다했고 법이 나를 어찌할지는 관심이 없소.— 장인환

재판 결과 금고 25년형을 선고 받았으나 10년 만인 1919년 가출옥하였다.

### 사망
1927년 귀국하여 평양에서 결혼도 하였으나 일제의 감시로 혼자 미국 샌프란시스코로 돌아갔다. 병고에 시달리다가 1930년 자살하였다.

## 사후
1962년 건국훈장 대통령장이 추서되었다.

## 가족
- 부친 : 장명구

## 관련 작품

### 영화
- 《도마 안중근》 (2004년, 배우 : 샤오화꿩)

## 같이 보기
- 독립유공자로 대통령장을 수여받은 사람

## 참고자료
- 장인환 : 독립유공자 공훈록 - 국가보훈처
- 2008년 3월 이달의 독립운동가 '장인환' 《공훈전자사료관》